# Snajper
Snajper (енгл. sniper) ili strelac prve klase je policajac, vojnik, ili član druge oružane grupe obučen za precizno gađanje na velike udaljenosti, promatranja i maskiranja. Snajper izvršava zadatke selektivnom upotrebom posebno namenjenim vatrenim oružjem uglavnom na udaljenosti u rasponu iznad 600 do 2.500 metara.
Naoružanje je posebno odabrano oružje opremljeno optičkim pomagalom koje omogućuje preciznost na velikim udaljenostima. Oštrostrelac na bojištu ima zadatak eliminacije važnih ciljeva kao na primer neprijateljske snajperiste, položaje s teškim naoružanjem (mitraljeze, topove, minobacače) ili posade oklopnih vozila na bojnom polju.
Pored sposobnosti za precizno gađanje snajperom, oštrostrelci moraju imati odgovarajuće psihofizičke osobine, kao na primer sposobnost na dugo čekanje odgovarajućeg trenutka za izvršavanje zadatka.

## Moderno ratovanje

### Snajperski timovi
Snajperske puške su klasifikovane kao posade u vojsci Sjedinjenih Država. Snajperski tim (ili snajperska ćelija) se sastoji od kombinacije najmanje jednog primarnog operatera oružja (tj. strelca), sa drugim pomoćnim osobljem i elementima zaštite snaga, kao što su posmatrač ili flankeri. U okviru tabele organizacije i opreme za vojsku Sjedinjenih Država i za Korpus marinaca, strelac ne deluje sam, već ima rezervnog strelca obučenog da ispuni više uloga pored toga što je kvalifikovan za snajper u radu glavnog oružja.
Strelac se uglavnom fokusira na ispaljivanje hitaca, dok posmatrač pomaže u posmatranju ciljeva, vodi računa o atmosferskim uslovima i obavlja pomoćne zadatke kao što su trenutno obezbeđenje njihove lokacije, komunikacija sa drugim stranama (npr. usmeravanje artiljerijske vatre i bliska vazdušna podrška). Bočni pomagač je dodatni član tima koji ima zadatak da deluje kao stražar koji posmatra područja koja nisu odmah vidljiva snajperistima i posmatračima, pomažući u obezbeđenju pozadine tima i odbrane perimetra, i stoga je obično naoružan oružjem koje se brže ispaljuje kao što je jurišna puška, borbena puška ili namenska streljačka puška. Posmatrač i flankeri nose dodatnu municiju i prateću opremu.

### Prijave za sprovođenje zakona
Policijske jedinice koje nisu opremljene za taktičke operacije mogu se osloniti na specijalizovani SWAT tim, koji može imati namenskog snajpera. Neke policijske snajperske operacije počinju uz vojnu pomoć. Policijski snajperisti postavljeni na vidikovcima, kao što su visoke zgrade, mogu da obezbede događaje. U jednom incidentu visokog profila koji se obično naziva „Pucanj viđen širom sveta“ zbog toga što je postao viralan na mreži, Majk Plam, snajperista SWAT-a u Kolumbusu, u Ohaju, sprečio je samoubistvo izbivši revolver iz ruke pojedinca, ostavivši ga nepovređenim.

### Najduže zabeleženo snajpersko ubistvo
Najduže potvrđeno snajpersko ubistvo u borbi ostvario je neotkriveni pripadnik kanadskih specijalnih snaga JTF2 u junu 2017. na udaljenosti od 3.540 m (3.871 yd).
Prethodni rekorder bio je Kreg Harison, konjički kaplar (CoH) jedinice Plavi i kraljevski RHG/D Britanske vojske. U novembru 2009. Harison je pogodio dva talibanska mitraljezaca uzastopno južno od Musa Kale u provinciji Helmand u Avganistanu na dometu od 2.475 m (2.707 yd) ili 1,54 milje koristeći pušku L115A3 dugog dometa. Softver za eksternu balistiku QTU Lapua, koristeći podatke o kontinualnom doplerovom koeficijentu otpora (Cd), predvideo je da bi takvi hici koji su putovali 2.475 m (2.707 yd) verovatno pogodili svoje mete nakon skoro 6,0 sekundi leta, izgubivši 93% svoje kinetičke energije, zadržavši 255 m/s (840 ft/s) svoje prvobitne brzine od 936 m/s (3.070 ft/s) i spustivši se 121,39 m (398 ft 3 in) ili na 2,8° od originalne linije bušotine. Zbog velikih razdaljina i vremena putovanja, čak i lagani unakrsni povetarac od 2,7 m/s (6,0 mph) bi skrenuo takve udarce 9,2 m (360 in) od cilja, što bi zahtevalo kompenzaciju.
Proračun pretpostavlja scenario paljbe na ravnoj vatri (situacija u kojoj su položaji za pucanje i mete na jednakoj nadmorskoj visini), koristeći britanske vojne prilagođene patrone visokog pritiska .338 Lapua Magnum, napunjene sa 16,2 g (250 gr) metaka Lapua LockBase B408, ispaljenih pri 936 m/s (3,071 ft/s) cevne brzine pod sledećim (prosečnim) atmosferskim uslovima na licu mesta: barometarski pritisak: 1.019 hPa (30,1 inHg) na nivou mora ekvivalentno ili 899 hPa (26,5 inHg) na licu mesta, vlažnost: 25,9% i temperatura: 15 °C (59 °F) u regionu za novembar 2009. što rezultira gustinom vazduha ρ = 1.0854 kg/m³ na 1.043 m (3.422 ft) elevaciji Musa Kala. Harison u izveštajima pominje da su uslovi okoline bili savršeni za pucanje na velike udaljenosti, „...bez vetra, blago vreme, jasna vidljivost.“ U intervjuu za Bi-Bi-Si, Harison je izvestio da je njemu i njegovom posmatraču bilo potrebno oko devet snimaka da bi snimili inicijalno procene domet mete.

## Primeri za upotrebu
1. Zaštita od neprijatelja na pristupnim cestama
2. Usporavanje napada neprijatelja
3. Pokrivanje pri povlačenju vlastitih snaga
4. Izvidnica (za artiljeriju, itd.)
5. Ušutkavanje ključnih ciljeva
6. Izolovati neprijateljske jedinice
7. Protivterorističko delovanje
8. Postavljanje zaseda
9. Osiguranje
10. Spašavanje taoca

## Literatura
- Alpert, Lukas (02. 05. 2010). „Sniper kills Qaeda-from 1½ mi. away”. New York Post. Архивирано из оригинала 06. 05. 2010. г. Приступљено 03. 05. 2010.
- Bartlett, Derrick (12. 04. 2005). „Sniper Tactics: Going for the Gun”. Архивирано из оригинала 16. 06. 2019. г. Приступљено 26. 01. 2006.
- Brookesmith, Peter (2007). Sniper: training, techniques and weapons (2007 изд.). St. Martin's Press. ISBN 978-0-312-36290-4.
- Chandler, Neil (02. 05. 2010). „Sniper's Taliban shots earn him place in military record books”. The Daily Star. Приступљено 03. 05. 2010.
- Dougan, Andy (2016). One Shot, One Kill: A History of the Sniper. William Collins. ISBN 978-0-00-818940-2.
- Drury, Ian (02. 05. 2010). „The super sniper: Hero picks off two Taliban from a mile and a half away”. London: Daily Mail. Приступљено 03. 05. 2010.
- Gilbert, Adrian (1996). Sniper: The Skills, the Weapons, and the Experiences (1996 изд.). St. Martin's Paperbacks. ISBN 978-0-312-95766-7.
- Law, Clive M. (2005). Without Warning: Canadian Sniper Equipment of the 20th Century. Service Publications.  978-1-894581-16-5.
- Neville, Leigh (2016). Modern Snipers. Osprey Publishing. ISBN 978-1-4728-1534-7.
- Pegler, Martin (2006). Out of Nowhere: A History of the Military Sniper (2006 изд.). Osprey Publishing. ISBN 978-1-84603-140-3.
- Parker, Eric (1924). Hesketh Prichard, D.S.O., M.C.: hunter: explorer: naturalist: cricketer: author: soldier; a memoir (1924 изд.). T. F. Unwin ltd. ISBN.
- Plaster, Maj. John L. (1993). The ultimate sniper: an advanced training manual for military & police snipers (1993 изд.). Paladin Press. ISBN 978-0-87364-704-5.
- Plaster, Maj. John L. (2006). The ultimate sniper: an advanced training manual for military & police snipers (2006 изд.). Paladin Press. ISBN 978-1-58160-494-8.
- Plaster, Maj. John L. (2007). The History of Sniping and Sharpshooting (2007 изд.). Paladin Press. ISBN 978-1-58160-632-4.
- Prichard, Hesketh; Vernon, Hesketh (2004). Sniping in France 1914-18: With Notes on the Scientific Training of Scouts, Observers, and Snipers (2004 изд.). Helion & Company Limited. ISBN 978-1-874622-47-5.
- Sakaida, Henry; Hook, Christa (2003). Heroines of the Soviet Union 1941-45 (2003 изд.). Osprey Publishing. ISBN 978-1-84176-598-3.
- Senich, Peter R. (1982). The German sniper, 1914-1945 (1982 изд.). Paladin Press. ISBN 978-0-87364-223-1.
- Senich, Peter R. (1988). The Complete Book of U.S. Sniping (1988 изд.). Paladin Press. ISBN 978-0-87364-460-0.
- Shore, C. (1988). With British Snipers to the Reich (1988 изд.). Desert Pubns. ISBN 978-0-87947-122-4.
- Smith, Michael (02. 05. 2010). „Hotshot sniper in one-and-a-half mile double kill”. London: The Sunday Times. Архивирано из оригинала 28. 05. 2010. г. Приступљено 03. 05. 2010.
- Taylor, Peter (1997). Behind the mask: the IRA and Sinn Féin (1997 изд.). TV Books. ISBN 978-1-57500-061-9.
- Strong, Charles (2011). Kill Shot: The Deadliest Snipers of All Time (2011 изд.). Ulysses Press. ISBN 978-1-56975-862-5.
- Pegler, Martin (2006). Out of Nowhere: A History of the Military Sniper (2006 изд.). Osprey Publishing. ISBN 978-1-84603-140-3.
- Walter, John. (2017) Snipers at war: And equipment and operations, history. US Naval Institute Press. 2017.

## Spoljašnje veze
- Female Soviet snipers of World War II
- Snipers of WWII
- Sniping in France, by Major H. Hesketh-Prichard
- World War II German sniper training film на веб-сајту